# Ernest Whitman

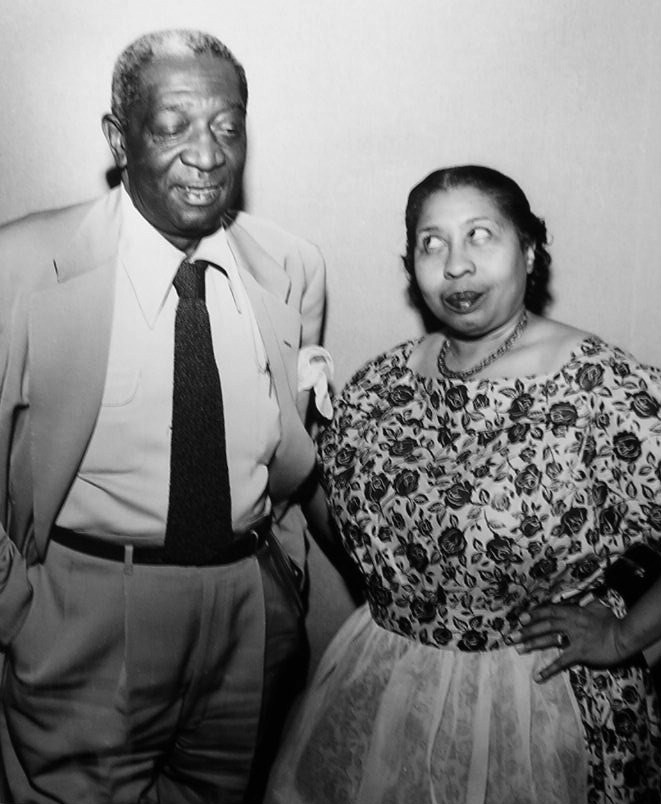
Ernest Whitman con Amanda Randolph en Beulah (1953)

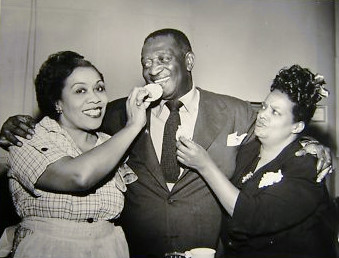
En 1953, con Lillian Randolph (izq.) y Ruby Dandridge (der.), en la serie radiofónica Beulah

Ernest Whitman (21 de febrero de 1893 – 5 de agosto de 1954)  fue un actor teatral, cinematográfico y televisivo de nacionalidad estadounidense.

## Biografía
Nacido en Fort Smith, Arkansas, como actor teatral trabajó en el circuito de Broadway (Nueva York) entre 1929 y 1934 en cinco piezas teatrales y en una revista.
Su debut cinematográfico tuvo lugar en 1934, y actuó en un total de cuarenta y cinco filmes, en gran parte de ellos con pequeños papeles sin acreditar. Su última película fue The Sun shines bright (1953), de John Ford. Entre las películas más destacadas en las que participó figuran The Green Pastures (1936, de Marc Connelly y William Keighley), el western Tierra de audaces (1939, de Henry King) y su continuación, The Return of Frank James (1940, de Fritz Lang), y el musical Cabin in the Sky (1943, de Vincente Minnelli y Busby Berkeley).
En televisión fue Bill Jackson en ocho episodios, emitidos en 1952, de la serie Beulah, creada por Jean Yarbrough, con Louise Beavers y Hattie McDaniel interpretando al personaje del título. Él interpretó el mismo papel en la adaptación radiofónica de la serie, desde 1952 hasta su muerte en 1954.
Ernest Whitman falleció a causa de un infarto agudo de miocardio en 1954 en Hollywood, California. Fue enterrado en el Cementerio Angelus Rosedale de Los Ángeles. 

## Teatro
- 1929 : Harlem, de William Jourdan Rapp y Wallace Thurman, escenografía de Chester Erskine
- 1930 : The Last Mile, de John Wexley, escenografía de Chester Erskine, con Joseph Calleia, Henry O'Neill y Spencer Tracy
- 1931-1932 : Savage Rhythm, de Harry Hamilton y Norman Foster, con Juano Hernández
- 1932 : Chamberlain Brown's Scrap Book, producida e interpretada por Chamberlain Brown
- 1932 : Bloodstream, de Frederick Schlick, escenografía de Sidney Salkow
- 1933 : The Monster, de Crane Wilbur
- 1934 : John Brown, de Ronald Gow, escenografía de George Abbott, con John Emery, Alma Kruger y George Abbott

## Filmografía

### Cine
- 1934 : King for a Day, de Roy Mack
- 1936 : Prisionero del odio, de John Ford
- 1936 : White Hunter, de Irving Cummings
- 1936 : The Green Pastures, de Marc Connelly y William Keighley
- 1937 : They gave him a Gun, de W. S. Van Dyke
- 1937 : Nothing Sacred, de William A. Wellman
- 1937 : Daughter of Shanghai,) de Robert Florey
- 1939 : Pacific Liner, de Lew Landers
- 1939 : Tell No Tales, de Leslie Fenton
- 1939 : Lo que el viento se llevó, de Victor Fleming, George Cukor y Sam Wood
- 1939 : 6000 Enemies, de George B. Seitz
- 1939 : Tierra de audaces, de Henry King
- 1940 : The Return of Frank James, de Fritz Lang
- 1940 : Castle on the Hudson, de Anatole Litvak
- 1940 : Congo Maisie, de H. C. Potter
- 1940 : Third Thinger, Left Hand, de Robert Z. Leonard
- 1940 : Buck Benny rides again, de Mark Sandrich
- 1940 : Safari, de Edward H. Griffith
- 1940 : Camino de Santa Fe, de Michael Curtiz
- 1940 : Maryland, de Henry King
- 1940 : Mystery Sea Raider, de Edward Dmytryk
- 1941 : Back Street, de Robert Stevenson
- 1941 : The Getaway, de Edward Buzzell
- 1941 : The Pittsburgh Kid, de Jack Townley
- 1941 : Road to Zanzibar, de Victor Schertzinger
- 1941 : Married Bachelor, de Edward Buzzell y Norman Taurog
- 1941 : Among the Living, de Stuart Heisler
- 1941 : Blues in the Night, de Anatole Litvak
- 1941 : Birth of the Blues, de Victor Schertzinger
- 1941 : Mr. District Attorney in the Carter Case, de Bernard Vorhaus
- 1942 : The Bugle Sounds, de S. Sylvan Simon
- 1942 : Drums of the Congo, de Christy Cabanne
- 1942 : Arabian Nights, de John Rawlins
- 1943 : The Human Comedy, de Clarence Brown
- 1943 : Stormy Weather, de Andrew L. Stone
- 1943 : Cabin in the Sky, de Vincente Minnelli y Busby Berkeley
- 1944 : The Impostor, de Julien Duvivier
- 1944 : The Adventures of Mark Twain, de Irving Rapper
- 1945 : Dillinger, de Max Nosseck
- 1945 : Días sin huella, de Billy Wilder
- 1945 : She wouldn't say Yes, de Alexander Hall
- 1947 : My Brother talks to Horses, de Fred Zinnemann
- 1947 : Banjo, de Richard Fleischer
- 1947 : Blonde Savage, de Steve Sekely
- 1953 : The Sun shines bright, de John Ford

### Televisión
- 1952 : Serie Beulah, temporada 2, episodio 1 (Love Thy Neighbor), episodio 8 (Second Wedding) y episodio 11 (The New Arrival), de Richard L. Bare; temporada 3, episodio 1 (Donnie goes the Work), episodio 3 (The Waltz), de Richard L. Bare, y episodio 4 (Beulah goes Gardening), de Richard L. Bare; temporada 4, episodio 1 (Donnie joins the Circus) y episodio 17 (Harry builds a Den)